# Signale für die musikalische Welt
Signale für die musikalische Welt (с нем. — «Сигналы для музыкального мира») — немецкая музыкальная газета, выходившая еженедельно в 1843—1941 гг.
Газета была основана в Лейпциге Бартольфом Зенфом и стала ядром для его будущего музыкального издательства. После смерти Зенфа в 1900 году его племянница в 1907 году продала газету вместе с издательством фирме «Зимрок». Вплоть до 1919 года газета действовала с двумя офисами — лейпцигским и берлинским, после 1920 года остался только берлинский.
Ведущим критиком газеты на протяжении второй половины XIX века был Эдуард Бернсдорф, на раннем этапе (в середине 1840-х гг.) для неё писали Луи Кёлер, Теодор Дробиш, Юлиус Беккер, отдельные статьи публиковали Фридрих Вик, Рихард Вюрст, Конрад Шляйниц, Карл Готлиб Райсигер, Иоганн Христиан Лобе, Вильгельм Генрих Риль, корреспондентом в Нидерландах был Ф. К. Кист. Позднее среди ведущих авторов «Сигналов» были Фридрих Сарвади (под своим именем и под псевдонимом Андре Зутнер), Луи Элерт, Эрнст Коссак, Карл Банк, Рихард Поль, Элиза Полько, Эрнст Паске, нью-йоркский корреспондент Теодор Хаген. На рубеже веков одним из основных авторов был Макс Штойер (Max Steuer; 1848—1905), в конце жизни перешедший в Новую музыкальную газету; в XX веке на страницах издания печатались Рудольф Шварц, Теодор Кройер, Карл Грунский, Герман фон дер Пфордтен, Отто Найцель, Виктор Ледерер, Арнольд Шеринг, Карл Тиссен, Юлиус Левин, Фридрих Брандес, Вальтер Ниман, Альфред Хойсс, Людвиг Карпат, Фридрих Шпиро, Георг Рихард Крузе, Хуго фон Лайхтентритт; бельгийские репортажи предоставлял Эрнест Клоссон, французские — Гюстав Самазёй, российские — Николай Финдейзен и Виктор Коломийцев. В годы нацистского режима среди ведущих авторов журнала были, в частности, Юлиус Капп, Эрнст Смигельский, Фриц Штеге, Эрих Роде, Вильгельм Центнер, Вильгельм Маттес.

## Главные редакторы
- Бартольф Зенф (1843—1900)
- Детлеф Шульц (1902—1907)
- Август Шпанут (1907—1920)
- Макс Коп (1920—1929)
- Вальтер Хиршберг (1930—1933)
- Вальтер Петцет (1933—1937)
- Рихард Олекопф (1937—1941)